# Championnat de France féminin de handball de Nationale 2 2021-2022
Navigation
2020-2021 2022-2023
La saison 2021-2022 du Championnat de France féminin de handball de Nationale 2 se compose de 7 poules de 12 clubs, 1 poule de 11 clubs et comprend quelques équipes réserves de clubs des divisions supérieures. Le premier de chaque groupe est promu en Nationale 1. À l'inverse, les trois derniers de chaque groupe sont relégués en Nationale 3 (sauf la poule 6 qui est composée de 11 équipes et dont les 2 derniers[pas clair] sont relégués).

## Formule
La compétition est ouverte aux quatre-vingt-quinze clubs ayant acquis leur participation par leur classement au terme de la saison précédente. Ces clubs sont répartis en sept poules de douze et une poule de onze. Pour la composition des poules, il est tenu compte du classement obtenu la saison précédente et de la situation géographique. Les équipes réserve des clubs de LFH sont soumises aux règles de la division.
Lors de la première phase, dans chacune des huit poules, les clubs se rencontrent en matches aller et retour. Le meilleur premier sur l’ensemble des huit poules est directement qualifié pour la finale contre le « vice-champion ultramarin ». Pour déterminer ce meilleur premier, les procédures suivantes s’appliquent (dans l’ordre) :
- ratio nombre de points sur nombre de matches joués,
- ratio goal average, sur nombre de matches joués,
- ratio meilleure attaque sur nombre de match joué,
- le plus de licenciés dans la catégorie d’âge,
- tirage au sort.

Si un club classé à la première place d’une poule ne peut accéder en Nationale 1, il peut malgré tout disputer la finale pour le titre de champion de France N2F.
Les clubs classés à la première place de chacune des huit poules accèdent à la Nationale 1 pour la saison suivante tandis que les clubs classés aux trois dernières places (deux dernières places pour les groupes à onze clubs) de chacune des huit poules sont relégués en Nationale 3.

## Première phase

### Poule 1

#### Composition de la poule
| Club                        | Localisation                                               | 2021-2022   |
| --------------------------- | ---------------------------------------------------------- | ----------- |
| HBC Thuir                   | Occitanie, Pyrénées-Orientales, Thuir                      | ?e, poule 8 |
| Zibero Sports Tardets       | Nouvelle-Aquitaine, Pyrénées-Atlantiques, Tardets-Sorholus | ?e, poule 1 |
| Lège-Cap-Ferret Handball    | Nouvelle-Aquitaine, Gironde, Lège-Cap-Ferret               | ?e, poule 1 |
| HBC Gan                     | Nouvelle-Aquitaine, Pyrénées-Atlantiques, Gan              | ?e, poule 1 |
| ES Blanquefortaise Handball | Nouvelle-Aquitaine, Gironde, Blanquefort                   | ?e, poule 1 |
| Bordes Sports rés.          | Nouvelle-Aquitaine, Pyrénées-Atlantiques, Bordes           | ?e, poule 1 |
| Pau Nousty Sports           | Nouvelle-Aquitaine, Pyrénées-Atlantiques, Nousty           | ?e, poule 1 |
| Tournefeuille Handball      | Occitanie, Haute-Garonne, Tournefeuille                    | ?e, poule 1 |
| Bruguières OC 31 rés.       | Occitanie, Haute-Garonne, Bruguières                       | ?e, poule 1 |
| AS Urruñarrak               | Nouvelle-Aquitaine, Pyrénées-Atlantiques, Urrugne          | ?e, poule 1 |
| Eysines HBC                 | Nouvelle-Aquitaine, Gironde, Eysines                       | ?e, poule 1 |
| Pays des Nestes             | Occitanie, Hautes-Pyrénées, Lannemezan                     | ?e, poule 1 |

#### Classement
|    | Équipe                      | Pts | J  | G  | N | P  | Bp  | Bc  | Diff |
| -- | --------------------------- | --- | -- | -- | - | -- | --- | --- | ---- |
| 1  | HBC Thuir                   | 60  | 22 | 18 | 2 | 2  | 666 | 496 | 170  |
| 2  | Zibero Sports Tardets       | 56  | 22 | 16 | 2 | 4  | 544 | 436 | 108  |
| 3  | Lège-Cap-Ferret Handball    | 55  | 22 | 15 | 3 | 4  | 616 | 516 | 100  |
| 4  | Pau Nousty Sports           | 48  | 22 | 12 | 2 | 8  | 579 | 536 | 43   |
| 5  | HBC Gan                     | 44  | 22 | 9  | 4 | 9  | 538 | 555 | -17  |
| 6  | Tournefeuille Handball      | 42  | 22 | 10 | 0 | 12 | 516 | 530 | -14  |
| 7  | Bordes Sports rés.          | 40  | 22 | 8  | 2 | 12 | 532 | 603 | -71  |
| 8  | AS Urruñarrak               | 39  | 22 | 8  | 1 | 13 | 564 | 579 | -15  |
| 9  | ES Blanquefortaise Handball | 39  | 22 | 7  | 3 | 12 | 532 | 545 | -13  |
| 10 | Pays des Nestes             | 37  | 22 | 6  | 3 | 13 | 520 | 580 | -60  |
| 11 | Eysines HBC                 | 36  | 22 | 6  | 2 | 14 | 530 | 622 | -92  |
| 12 | Bruguières OC 31 rés.       | 32  | 22 | 4  | 2 | 16 | 538 | 677 | -139 |

### Poule 2

#### Composition de la poule
| Club                         | Localisation                                                  | 2021-2022   |
| ---------------------------- | ------------------------------------------------------------- | ----------- |
| Saint-Sébastien-sur-Loire HB | Pays de la Loire, Loire-Atlantique, Saint-Sébastien-sur-Loire | ?e, poule 2 |
| Saint-Loubès Handball        | Nouvelle-Aquitaine, Gironde, Saint-Loubès                     | ?e, poule 1 |
| Cognac ALJO                  | Nouvelle-Aquitaine, Charente, Cognac                          | ?e, poule 2 |
| HBC Celles-sur-Belle rés.    | Nouvelle-Aquitaine, Deux-Sèvres, Celles-sur-Belle             | ?e, poule 2 |
| Bléré Val de Cher            | Centre-Val de Loire, Indre-et-Loire, Bléré                    | ?e, poule 2 |
| Carquefou Handball           | Pays de la Loire, Loire-Atlantique, Carquefou                 | ?e, poule 2 |
| CM Floirac Cenon HB          | Nouvelle-Aquitaine, Gironde, Cenon et Floirac                 | ?e, poule 2 |
| AST Châteauneuf-en-Thymerais | Centre-Val de Loire, Eure-et-Loir, Châteauneuf-en-Thymerais   | ?e, poule 2 |
| Grand Poitiers HB 86         | Nouvelle-Aquitaine, Vienne, Poitiers                          | ?e, poule 2 |
| Églantine Vierzon HB         | Centre-Val de Loire, Cher, Vierzon                            | ?e, poule 2 |
| Angers / Ponts-de-Cé         | Pays de la Loire, Maine-et-Loire, Angers et Les Ponts-de-Cé   | ?e, poule 2 |
| AHB La Rochelle Périgny rés. | Nouvelle-Aquitaine, Charente-Maritime, La Rochelle et Périgny | ?e, poule 2 |

#### Classement
|    | Équipe                       | Pts | J  | G  | N | P  | Bp  | Bc  | Diff |
| -- | ---------------------------- | --- | -- | -- | - | -- | --- | --- | ---- |
| 1  | Cognac ALJO                  | 62  | 22 | 19 | 2 | 1  | 670 | 462 | 208  |
| 2  | Saint-Loubès Handball        | 58  | 22 | 17 | 2 | 3  | 679 | 530 | 149  |
| 3  | HBC Celles-sur-Belle rés.    | 58  | 22 | 17 | 2 | 3  | 672 | 505 | 167  |
| 4  | Bléré Val de Cher            | 50  | 22 | 12 | 4 | 6  | 648 | 566 | 82   |
| 5  | Carquefou Handball           | 49  | 22 | 12 | 3 | 7  | 574 | 553 | 21   |
| 6  | Saint-Sébastien-sur-Loire HB | 47  | 22 | 11 | 3 | 8  | 609 | 562 | 47   |
| 7  | CM Floirac Cenon HB          | 41  | 22 | 9  | 1 | 12 | 527 | 567 | -40  |
| 8  | AST Châteauneuf-en-Thymerais | 38  | 22 | 5  | 6 | 11 | 578 | 611 | -33  |
| 9  | Grand Poitiers HB 86         | 36  | 22 | 6  | 2 | 14 | 496 | 582 | -86  |
| 10 | Églantine Vierzon HB         | 36  | 22 | 5  | 4 | 13 | 499 | 550 | -51  |
| 11 | Angers / Ponts-de-Cé         | 29  | 22 | 3  | 1 | 18 | 460 | 580 | -120 |
| 12 | AHB La Rochelle Périgny rés. | 24  | 22 | 1  | 0 | 21 | 326 | 670 | -344 |

### Poule 3

#### Composition de la poule
| Club                         | Localisation                                                          | 2021-2022                                                         |
| ---------------------------- | --------------------------------------------------------------------- | ----------------------------------------------------------------- |
| CPB Rennes HB                | Bretagne, Ille-et-Vilaine, Rennes                                     | ?e, poule 3                                                       |
| Roz Hand'Du 29               | Bretagne, Finistère, Elliant, Melgven, Rosporden, Saint-Yvi et Tourch | ?e, poule 3                                                       |
| ALS Plouagat HB              | Bretagne, Côtes-d'Armor, Plouagat                                     | ?e, poule 3                                                       |
| Entente TCMP                 | Bretagne, Finistère, Carantec, Morlaix, Plougonven et Taulé           | ?e, poule 3                                                       |
| Paris 92 rés.                | Île-de-France, Hauts-de-Seine, Issy-les-Moulineaux                    | ?e, poule 3                                                       |
| AS Montigny-le-Bretonneux HB | Île-de-France, Yvelines, Montigny-le-Bretonneux                       | ?e, poule 3                                                       |
| Lanester Handball            | Bretagne, Morbihan, Lanester                                          | ?e, poule 3                                                       |
| PL Granville HB              | Normandie, Manche, Granville                                          | ?e, poule 3                                                       |
| SC Draveil Handball          | Île-de-France, Essonne, Draveil                                       | ?e, poule 3                                                       |
| AL Césaire-Levillain         | Normandie, Seine-Maritime, Le Grand-Quevilly                          | ?e, poule 3                                                       |
| US Dreux-Vernouillet HB      | Centre-Val de Loire, Eure-et-Loir, Dreux et Vernouillet               | Création à la suite de la fusion du Dreux AC et du CO Vernouillet |
| Blanc Mesnil Sport HB        | Île-de-France, Seine-Saint-Denis, Le Blanc-Mesnil                     | ?e, N3                                                            |

#### Classement
|    | Équipe                       | Pts | J  | G  | N | P  | Bp  | Bc  | Diff |
| -- | ---------------------------- | --- | -- | -- | - | -- | --- | --- | ---- |
| 1  | CPB Rennes Handball          | 63  | 22 | 20 | 1 | 1  | 656 | 436 | 220  |
| 2  | Roz Hand du 29               | 58  | 22 | 17 | 2 | 3  | 611 | 529 | 82   |
| 3  | Plouagat                     | 51  | 22 | 12 | 5 | 5  | 612 | 539 | 73   |
| 4  | Taulé-Carantec               | 47  | 22 | 12 | 1 | 9  | 585 | 549 | 36   |
| 5  | Paris 92 rés.                | 46  | 22 | 11 | 2 | 9  | 577 | 523 | 54   |
| 6  | AS Montigny-le-Bretonneux HB | 43  | 22 | 10 | 1 | 11 | 582 | 579 | 3    |
| 7  | Lanester Handball            | 43  | 22 | 10 | 1 | 11 | 547 | 575 | -28  |
| 8  | PL Granville HB              | 41  | 22 | 9  | 1 | 12 | 549 | 597 | -48  |
| 9  | SC Draveil Handball          | 40  | 22 | 9  | 0 | 13 | 503 | 519 | -16  |
| 10 | Cesaire Levillain            | 38  | 22 | 7  | 2 | 13 | 568 | 619 | -51  |
| 11 | US Dreux-Vernouillet HBP     | 35  | 22 | 5  | 3 | 14 | 549 | 642 | -93  |
| 12 | Blanc Mesnil Sport HB        | 23  | 22 | 0  | 1 | 21 | 461 | 693 | -232 |

### Poule 4

#### Composition de la poule
| Club                         | Localisation                                     | 2019-2020   |
| ---------------------------- | ------------------------------------------------ | ----------- |
| HBC Conflans                 | Conflans-Sainte-Honorine, Yvelines               | ?e, N1      |
| HBC Bully-les-Mines          | Hauts-de-France, Pas-de-Calais, Bully-les-Mines  | ?e, poule 4 |
| ÉS colombienne               | Île-de-France, Hauts-de-Seine, Colombes          | ?e, poule 4 |
| Noisy-le-Grand handball rés. | Île-de-France, Seine-Saint-Denis, Noisy-le-Grand | ?e, poule 5 |
| CM Aubervilliers             | Île-de-France, Seine-Saint-Denis, Aubervilliers  | ?e, poule 4 |
| Lomme Lille MH rés.          | Hauts-de-France, Nord, Lomme                     | ?e, poule 4 |
| HBC Corbie                   | Hauts-de-France, Somme, Corbie                   | ?e, poule 4 |
| Handball Hazebrouck 71       | Hauts-de-France, Nord, Hazebrouck                | ?e, poule 4 |
| Saint-Amand Handball rés.    | Hauts-de-France, Nord, Saint-Amand-les-Eaux      | ?e, poule 4 |
| Tourcoing Handball           | Hauts-de-France, Nord, Tourcoing                 | ?e, poule 4 |
| SBBL Béthune Handball        | Hauts-de-France, Pas-de-Calais, Béthune          | ?e, poule 4 |
| USM Malakoff                 | Île-de-France, Hauts-de-Seine, Malakoff          | ?e, poule 4 |
| CSA Kremlin-Bicêtre HB       | Île-de-France, Val-de-Marne, Le Kremlin-Bicêtre  | ?e, poule 4 |

#### Classement
|    | Équipe                       | Pts | J  | G  | N | P  | Bp  | Bc  | Diff |
| -- | ---------------------------- | --- | -- | -- | - | -- | --- | --- | ---- |
| 1  | Saint-Amand Handball rés.    | 58  | 22 | 18 | 0 | 4  | 705 | 548 | 157  |
| 2  | SBBL Béthune Handball        | 56  | 22 | 16 | 2 | 4  | 614 | 511 | 103  |
| 3  | HBC Conflans                 | 54  | 22 | 16 | 0 | 6  | 590 | 541 | 49   |
| 4  | Noisy-le-Grand handball rés. | 49  | 22 | 13 | 1 | 8  | 541 | 534 | 7    |
| 5  | ÉS colombienne               | 45  | 22 | 10 | 3 | 9  | 551 | 561 | -10  |
| 6  | Lomme Lille MH rés.          | 43  | 22 | 10 | 1 | 11 | 620 | 601 | 19   |
| 7  | CM Aubervilliers             | 42  | 22 | 10 | 0 | 12 | 554 | 536 | 18   |
| 8  | HBC Corbie                   | 42  | 22 | 9  | 2 | 11 | 544 | 555 | -11  |
| 9  | Handball Hazebrouck 71       | 38  | 22 | 6  | 4 | 12 | 518 | 582 | -64  |
| 10 | CSA Kremlin-Bicêtre HB       | 37  | 22 | 6  | 3 | 13 | 549 | 592 | -43  |
| 11 | Tourcoing Handball           | 32  | 22 | 4  | 2 | 16 | 552 | 624 | -72  |
| 12 | USM Malakoff                 | 32  | 22 | 4  | 2 | 16 | 473 | 626 | -153 |

### Poule 5

#### Composition de la poule
| Club                           | Localisation                                                                                     | 2019-2020   |
| ------------------------------ | ------------------------------------------------------------------------------------------------ | ----------- |
| Cergy Handball                 | Île-de-France, Val-d'Oise, Cergy-Pontoise                                                        | ?e, poule 5 |
| Rueil AC Handball              | Île-de-France, Hauts-de-Seine, Rueil-Malmaison                                                   | ?e, poule 5 |
| US Ivry                        | Île-de-France, Val-de-Marne, Ivry-sur-Seine                                                      | ?e, poule 3 |
| AS Sainte-Maure Troyes         | Grand Est, Aube, Sainte-Maure et Troyes                                                          | ?e, poule 5 |
| Villemomble Handball           | Île-de-France, Seine-Saint-Denis, Villemomble                                                    | ?e, poule 5 |
| HBC Nancy SLUC                 | Grand Est, Meurthe-et-Moselle, Nancy                                                             | ?e, poule 5 |
| Aulnay Handball                | Île-de-France, Seine-Saint-Denis, Aulnay-sous-Bois                                               | ?e, poule 5 |
| Rosières Saint-Julien HB       | Grand Est, Aube, Rosières-près-Troyes et Saint-Julien-les-Villas                                 | ?e, poule 5 |
| ASPTT Bar-le-Duc HB            | Grand Est, Meuse, Bar-le-Duc                                                                     | ?e, poule 5 |
| Chaumont Handball              | Grand Est, Haute-Marne, Chaumont                                                                 | ?e, poule 5 |
| Entente FFR / Villers Handball | Grand Est, Meurthe-et-Moselle, Flavigny-sur-Moselle, Fléville, Richardménil et Villers-lès-Nancy | ?e, poule 5 |
| ASC 2V Kœnigsmacker            | Grand Est, Moselle, Kœnigsmacker                                                                 | ?e, poule 5 |
| AS Handball Les Mureaux        | Île-de-France, Yvelines, Les Mureaux                                                             | ?e, N3      |

#### Classement
|    | Équipe                   | Pts | J  | G  | N | P  | Bp  | Bc  | Diff |
| -- | ------------------------ | --- | -- | -- | - | -- | --- | --- | ---- |
| 1  | Rueil AC Handball        | 62  | 22 | 20 | 0 | 2  | 713 | 495 | 218  |
| 2  | AS Sainte-Maure Troyes   | 56  | 22 | 17 | 0 | 5  | 648 | 520 | 128  |
| 3  | Villemomble Handball     | 55  | 22 | 16 | 1 | 5  | 641 | 538 | 103  |
| 4  | Aulnay Handball          | 52  | 22 | 15 | 0 | 7  | 674 | 555 | 119  |
| 5  | Rosières Saint-Julien HB | 49  | 22 | 13 | 1 | 8  | 605 | 520 | 85   |
| 6  | Entente FFR              | 44  | 22 | 10 | 2 | 10 | 532 | 517 | 15   |
| 7  | US Ivry                  | 40  | 22 | 7  | 4 | 11 | 588 | 609 | -21  |
| 8  | ASPTT Bar-le-Duc HB      | 39  | 22 | 8  | 1 | 13 | 562 | 627 | -65  |
| 9  | ASC 2V Kœnigsmacker      | 37  | 22 | 7  | 1 | 14 | 583 | 660 | -77  |
| 10 | HBC Nancy SLUC           | 35  | 22 | 6  | 1 | 15 | 549 | 656 | -107 |
| 11 | AS Handball Les Mureaux  | 34  | 22 | 6  | 0 | 16 | 538 | 598 | -60  |
| 12 | Chaumont Handball        | 25  | 22 | 1  | 1 | 20 | 451 | 789 | -338 |

### Poule 6

#### Composition de la poule
| Club                         | Localisation                                                        | 2019-2020   |
| ---------------------------- | ------------------------------------------------------------------- | ----------- |
| Entente Mulhouse Kingersheim | Grand Est, Haut-Rhin, Kingersheim et Mulhouse                       | ?e, poule 6 |
| AS Hœnheim SHB               | Grand Est, Bas-Rhin, Hœnheim                                        | ?e, poule 5 |
| ASCAP Pays de Montbéliard    | Bourgogne-Franche-Comté, Doubs, Montbéliard                         | ?e, poule 6 |
| Colmar Centre Alsace         | Grand Est, Haut-Rhin, Colmar                                        | ?e, poule 6 |
| Ent. Saône Mamirolle HB      | Bourgogne-Franche-Comté, Doubs, Mamirolle et Saône                  | ?e, poule 6 |
| ASPTT Strasbourg rés.        | Grand Est, Bas-Rhin, Strasbourg                                     | ?e, poule 6 |
| CS Vesoul Haute-Saône        | Bourgogne-Franche-Comté, Haute-Saône, Vesoul                        | ?e, poule 6 |
| CA Pontarlier HB             | Bourgogne-Franche-Comté, Doubs, Pontarlier                          | ?e, poule 6 |
| HBC Thann Steinbach          | Grand Est, Haut-Rhin, Steinbach et Thann                            | ?e, poule 6 |
| HBC Dambach-la-Ville         | Grand Est, Bas-Rhin, Dambach-la-Ville                               | ?e, poule 6 |
| HBC Val-de-Saône             | Bourgogne-Franche-Comté, Haute-Saône, Scey-sur-Saône-et-Saint-Albin | ?e, poule 6 |

#### Classement
|    | Équipe                       | Pts | J  | G  | N | P  | Bp  | Bc  | Diff |
| -- | ---------------------------- | --- | -- | -- | - | -- | --- | --- | ---- |
| 1  | HBC Thann Steinbach          | 51  | 20 | 15 | 1 | 4  | 565 | 463 | 102  |
| 2  | ASPTT Strasbourg rés.        | 48  | 20 | 13 | 2 | 5  | 625 | 536 | 89   |
| 3  | CA Pontarlier HB             | 47  | 20 | 13 | 1 | 6  | 539 | 477 | 62   |
| 4  | Entente Saône Mamirolle HB   | 46  | 20 | 12 | 2 | 6  | 558 | 479 | 79   |
| 5  | ASCAP Pays de Montbéliard    | 43  | 20 | 10 | 3 | 7  | 556 | 519 | 37   |
| 6  | CS Vesoul Haute-Saône        | 43  | 20 | 11 | 1 | 8  | 619 | 596 | 23   |
| 7  | Colmar Centre Alsace         | 41  | 20 | 10 | 1 | 9  | 589 | 540 | 49   |
| 8  | HBC Dambach-la-Ville         | 38  | 20 | 9  | 0 | 11 | 544 | 582 | -38  |
| 9  | AS Hœnheim SHB               | 35  | 20 | 7  | 1 | 12 | 484 | 551 | -67  |
| 10 | Entente Mulhouse Kingersheim | 24  | 20 | 1  | 2 | 17 | 509 | 663 | -154 |
| 11 | HBC Val-de-Saône             | 24  | 20 | 1  | 2 | 17 | 456 | 638 | -182 |

### Poule 7

#### Composition de la poule
| Club                          | Localisation                                                   | 2021-2022   |
| ----------------------------- | -------------------------------------------------------------- | ----------- |
| HB Saint-Étienne Métropole 42 | Auvergne-Rhône-Alpes, Loire, Saint-Étienne                     | ?e, poule 7 |
| Bron Handball                 | Auvergne-Rhône-Alpes, Rhône, Bron                              | ?e, poule 7 |
| Beaune Handball               | Bourgogne-Franche-Comté, Côte-d'Or, Beaune                     | ?e, poule 7 |
| AS Auxois                     | Bourgogne-Franche-Comté, Côte-d'Or, Montbard                   | ?e, poule 6 |
| St-Julien Denicé Gleizé       | Auvergne-Rhône-Alpes, Rhône, Denicé, Gleizé et Saint-Julien    | ?e, poule 7 |
| AL Voiron HB                  | Auvergne-Rhône-Alpes, Isère, Voiron                            | ?e, poule 7 |
| ASUL Vaulx-en-Velin rés.      | Auvergne-Rhône-Alpes, Rhône, Vaulx-en-Velin                    | ?e, poule 7 |
| HB Clermont AM 63 rés.        | Auvergne-Rhône-Alpes, Puy-de-Dôme, Clermont-Ferrand            | ?e, poule 7 |
| AL Saint-Genis-Laval HB       | Auvergne-Rhône-Alpes, Rhône, Saint-Genis-Laval                 | ?e, poule 7 |
| Porte de l’Isère HB           | Auvergne-Rhône-Alpes, Isère, Bourgoin-Jallieu et Villefontaine | ?e, poule 7 |
| Saint-Chamond HPG             | Auvergne-Rhône-Alpes, Loire, Saint-Chamond                     | ?e, poule 7 |
| US Beaurepaire HB             | Auvergne-Rhône-Alpes, Isère, Beaurepaire                       | ?e, poule 7 |

#### Classement
|    | Équipe                        | Pts | J  | G  | N | P  | Bp  | Bc  | Diff |
| -- | ----------------------------- | --- | -- | -- | - | -- | --- | --- | ---- |
| 1  | HB Saint-Étienne Métropole 42 | 66  | 22 | 22 | 0 | 0  | 690 | 419 | 271  |
| 2  | Bron Handball                 | 62  | 22 | 20 | 0 | 2  | 650 | 517 | 133  |
| 3  | Beaune Handball               | 50  | 22 | 13 | 2 | 7  | 620 | 577 | 43   |
| 4  | HB Clermont AM 63 rés.        | 47  | 22 | 11 | 3 | 8  | 636 | 615 | 21   |
| 5  | Saint-Chamond HPG             | 45  | 22 | 11 | 1 | 10 | 603 | 611 | -8   |
| 6  | AL Saint-Genis-Laval HB       | 45  | 22 | 10 | 3 | 9  | 555 | 544 | 11   |
| 7  | US Beaurepaire HB             | 40  | 22 | 9  | 0 | 13 | 531 | 562 | -31  |
| 8  | Porte de l’Isère HB           | 40  | 22 | 8  | 2 | 12 | 464 | 540 | -76  |
| 9  | ASUL Vaulx-en-Velin rés.      | 38  | 22 | 8  | 0 | 14 | 516 | 582 | -66  |
| 10 | AL Voiron HB                  | 34  | 22 | 6  | 0 | 16 | 453 | 520 | -67  |
| 11 | St-Julien Denicé Gleizé       | 31  | 22 | 4  | 1 | 17 | 533 | 659 | -126 |
| 12 | AS Auxois                     | 30  | 22 | 4  | 0 | 18 | 507 | 612 | -105 |

### Poule 8

#### Composition de la poule
| Club                               | Localisation                                                    | 2021-2022   |
| ---------------------------------- | --------------------------------------------------------------- | ----------- |
| Entente Val d'Argens Draguignan    | Provence-Alpes-Côte d'Azur, Var, Draguignan et Puget-sur-Argens | ?e, poule 8 |
| Olympique Antibes Juan-les-Pins HB | Provence-Alpes-Côte d'Azur, Alpes-Maritimes, Antibes            | ?e, poule 8 |
| Mazan Sorgues HB 84                | Provence-Alpes-Côte d'Azur, Vaucluse, Mazan et Sorgues          | ?e, poule 8 |
| HB Étoile Beauvallon               | Auvergne-Rhône-Alpes, Drôme, Étoile-sur-Rhône                   | ?e, poule 7 |
| Handball Plan-de-Cuques rés.       | Provence-Alpes-Côte d'Azur, Bouches-du-Rhône, Plan-de-Cuques    | ?e, poule 8 |
| Bouillargues HNM rés.              | Occitanie, Gard, Bouillargues                                   | ?e, poule 8 |
| Handball Ajaccio Club              | Corse, Corse-du-Sud, Ajaccio                                    | ?e, poule 8 |
| U. Pays d'Aix Bouc HB rés.         | Provence-Alpes-Côte d'Azur, Bouches-du-Rhône, Bouc-Bel-Air      | ?e, poule 8 |
| AS Cannes Mandelieu rés.           | Provence-Alpes-Côte d'Azur, Alpes-Maritimes, Cannes             | ?e, poule 8 |
| HB Pays ajaccien les 3 Vallées     | Corse, Corse-du-Sud, Ajaccio                                    | ?e, poule 8 |
| AC La Ciotat                       | Provence-Alpes-Côte d'Azur, Bouches-du-Rhône, La Ciotat         | ?e, poule 8 |
| AS BTP Nice Handball               | Provence-Alpes-Côte d'Azur, Alpes-Maritimes, Nice               | ?e, poule 8 |

#### Classement
|    | Équipe                             | Pts | J  | G  | N | P  | Bp  | Bc  | Diff |
| -- | ---------------------------------- | --- | -- | -- | - | -- | --- | --- | ---- |
| 1  | Mazan Sorgues HB 84                | 59  | 22 | 17 | 3 | 2  | 675 | 548 | 127  |
| 2  | Handball Ajaccio Club              | 54  | 22 | 15 | 2 | 5  | 611 | 532 | 79   |
| 3  | AS BTP Nice Handball               | 53  | 22 | 15 | 1 | 6  | 616 | 534 | 82   |
| 4  | Handball Plan-de-Cuques rés.       | 52  | 22 | 14 | 2 | 6  | 567 | 498 | 69   |
| 5  | AS Cannes Mandelieu rés.           | 44  | 22 | 11 | 0 | 11 | 552 | 604 | -52  |
| 6  | Entente Val d'Argens Draguignan    | 43  | 22 | 9  | 3 | 10 | 605 | 644 | -39  |
| 7  | Bouillargues HNM rés.              | 43  | 22 | 10 | 1 | 11 | 598 | 594 | 4    |
| 8  | HB Étoile Beauvallon               | 42  | 22 | 9  | 2 | 11 | 569 | 565 | 4    |
| 9  | U. Pays d'Aix Bouc HB rés.         | 40  | 22 | 7  | 4 | 11 | 651 | 630 | 21   |
| 10 | HB Pays ajaccien les 3 Vallées     | 39  | 22 | 8  | 1 | 13 | 504 | 560 | -56  |
| 11 | Olympique Antibes Juan-les-Pins HB | 34  | 22 | 5  | 2 | 15 | 583 | 633 | -50  |
| 12 | AC La Ciotat                       | 25  | 22 | 1  | 1 | 20 | 530 | 719 | -189 |

## Finale
Le titre de champion de France N2F se joue entre l'équipe réserve de HB Saint-Étienne Métropole 42, meilleur premier de groupe de la compétition métropolitaine, et les Guadeloupéennes de l'Intrépide de Ste Anne, vice-championnes ultramarines.
| 9 juin 2018 | HB Saint-Étienne Métropole 42 | 28 - 27 | L'Intrépide de Ste Anne (Guadeloupe) | Paris |